# ヴィシュキ・ヤーノシュ
ヴィシュキ・ヤーノシュ（ハンガリー語: Viski János, 1906年6月10日 - 1961年1月16日）は、ハンガリーの作曲家。

## 経歴
幼少期から修学期
1906年、コロジュヴァール(現・ルーマニア領クルージュ＝ナポカ)で地主の家に生まれた。そのため、音楽に関心があったものの、農業に従事しなければならなかった。ヴァイオリンを学び、19歳の時に3回のソロリサイタルを開いた。その後作曲に関心を持つようになり、1927年に農業事業の傍らリスト音楽院に入学。卒業する1932年まで、コダーイ・ゾルターンに師事した。音楽院で音楽を学ぶ一方で、エトヴェシュ・ロラーンド大学で哲学と美術史についても学んだ。1932年に卒業し、故郷に戻った。
音楽院卒業後
農地を経営し農業を営む一方で、作曲活動を続けた。郷里で最初に作曲した交響曲で、1937年にヴィクトル・ヴァジーの指揮でハンガリー・ラジオで発表された。その曲は1939年にブダペストで開催されたコンサートでオランダ人指揮者ウィレム・メンゲルベルクがブダペスト・フィルハーモニー管弦楽団を率いて演奏し、その後欧州各地で演奏されたため、名を知られるようになった。同1939年には、バラッシ・バーリントの詩に触発されて交響詩『エニグマ』を作曲。
1941年、クルジュ＝ナポカ音楽演劇院(現・トゥルグ・ムレシュ芸術大学)の院長に就任。1942年からブダペスト音楽院の作曲科教授となり、作曲を教えた。この時に、ブダペストに居を移した。エトヴェシュ・ペーテルほか多くの後進を育て、1961年に死去。

## 受賞・栄典
- キスファルディ協会（英語版）からグレグス・パール記念メダルを授与。交響詩『エニグマ』に対して。
- 1954年：フェレンツ・エルケル賞を受賞。
- 1955年：ハンガリー功労芸術家賞を受賞。
- 1956年：コシュート賞（英語版）を受賞。

## 作曲作品について
交響組曲、ヴァイオリン協奏曲、ピアノ協奏曲、チェロ協奏曲、バリトンと管弦楽のためのバラード、合唱、歌曲などを作曲した。

## 文献
- Dobos Kálmán: V. J. Bp., 1963.